# Râul Cozancea
Râul Cozancea este un curs de apă, afluent al râului Sitna. 